# 地蔵院 (名古屋市南区)
地蔵院（じぞういん）は愛知県名古屋市南区にある真言宗醍醐派の寺院。山号は海底山（かいていざん）、本尊は地蔵菩薩。

## 歴史
尾張藩が編纂した『寛文村々覚書』によれば、創建は弘長2年（1262年）と伝わる。
『尾張名所図会』によれば、元久2年（1205年）に北井戸田村の海中から地蔵菩薩が引き上げられ、正応5年（1292年）に戸部村に移されて長らく信仰されたが、火災で堂宇を焼失したことから慶長5年（1600年）に山崎村に移したとされる。
この像が見つかった際に何処ともなく一人の老爺が現れて、像に付いた泥などを香湯で洗い清めるとともに、人々に「この像に祈願する際には湯を灌いで報恩するように」と語って姿を消したと伝わり、この地蔵に湯をかけて祈願するようになったことから湯浴地蔵（ゆあみじぞう）と呼ばれる様になったと言う。一方『郡村徇行記』や『尾張名所図会』の別の条においては「北井戸田村で池を掘った際にこの像が見つかった」とする記述もある。
この地蔵菩薩像はこの地方では数少ない鋳鉄像であることに加えて大型の坐像という点が特筆され、鎌倉時代から室町時代のものではないかとも考えられている。しかし度重なる災害、特に太平洋戦争による戦災と伊勢湾台風によって頭部と両手を残して他の部分が失われたため、コンクリート製の胴体によって坐像としての姿が復元されている。
なお『尾張名所図会』においてはこの像の高さを5尺と伝えており、現存する頭部は白毫の周囲で110センチ、頭頂から顎先までが60センチ、顔の幅が約35センチとなっている。